# General Roca (Río Negro)
General Roca is een plaats in het Argentijnse bestuurlijke gebied General Roca in de provincie Río Negro. De plaats telt 78.275 inwoners.
De stad is sinds 1993 de zetel van het rooms-katholieke bisdom Alto Valle del Río Negro.

## Geboren
- Daniel Fontana (1975), Argentijns-Italiaans duatleet en triatleet
- Leonardo Ulloa (1986), voetballer